# Gabinete Kovačevski
El Gobierno Kovačevski (en macedonio: Влада на Македонија од 2022) fue el gobierno de la República de Macedonia del Norte desde el 16 de enero de 2022 hasta el 28 de enero de 2024, durante el desarrollo del décimo periodo legislativo de la Asamblea.
Está dirigido por el socialdemócrata Dimitar Kovačevski, sucesor de Zoran Zaev tras su dimisión, y se basa en una coalición de cuatro partidos. Sucede al gobierno Zaev II.

## Historial de mandatos
Este gobierno está dirigido por el nuevo presidente del gobierno Dimitar Kovačevski, anteriormente Viceministro de Finanzas. Está formada y apoyada por una coalición entre la Unión Socialdemócrata de Macedonia (SDSM), la Unión Democrática para la Integración (BDI/DUI), Alternativa (A) y el Partido Liberal Democrático (LDP). Juntos suman 64 diputados, o 53,3% de escaños en la Asamblea.
Se formó tras la renuncia de Zoran Zaev, en el poder desde abril de 2020.
Por lo tanto, sucede al gobierno Zaev II.

### Formación
Tras la dura derrota de la Unión Socialdemócrata en las elecciones municipales, Zoran Zaev anunció el 31 de octubre de 2021 su intención de renunciar a la dirección del partido y del gobierno. Una semana después, el líder del principal partido de la oposición, Hristijan Mickoski, anuncia que presenta una moción de censura con el apoyo del Movimiento Besa, hasta ahora miembro de la mayoría parlamentaria, pero fracasa por un voto en la votación de 11 de noviembre.
El 6 de diciembre, Zoran Zaev llegó a un acuerdo con el partido Alternativa Albanesa para sustituir a Besa en la mayoría parlamentaria, asegurando la mayoría de la coalición de gobierno Dimitar Kovačevski fue elegido presidente del SDSM el 12 de diciembre con una cómoda mayoría, luego el 29 de diciembre se le dio el mandato de formar un nuevo gobierno después de que Zaev dimitiera formalmente.
Presentó su programa y su equipo a los diputados el 16 de enero de 2022, quienes le dieron su confianza por 62 votos de 120.

## Gabinete ministerial
Unión Socialdemócrata de Macedonia
     Unión Democrática para la Integración
     Alianza por los Albaneses
     Partido Liberal Democrático     Independientes

### Presidente del Gobierno de la República de Macedonia del Norte
| Fotografía | Primer Ministro    | Período             | Período             | Partido | Partido |
| Fotografía | Primer Ministro    | Inicio              | Fin                 | Partido | Partido |
| ---------- | ------------------ | ------------------- | ------------------- | ------- | ------- |
|            | Dimitar Kovačevski | 16 de enero de 2022 | 28 de enero de 2024 |         |         |

### Vicepresidentes del Gobierno de la República de Macedonia del Norte
| Fotografía | Titular          | Período              | Período             | Partido | Partido |
| Fotografía | Titular          | Inicio               | Fin                 | Partido | Partido |
| ---------- | ---------------- | -------------------- | ------------------- | ------- | ------- |
|            | Artan Grubi      | 30 de agosto de 2020 | Al próximo Gobierno |         | DUI     |
|            | Slavica Grkovska | 16 de enero de 2022  | Al próximo Gobierno |         |         |
|            | Fatmir Bitiki    | 30 de agosto de 2020 | Al próximo Gobierno |         |         |
|            | Bojan Maričiḱ    | 16 de enero de 2022  | Al próximo Gobierno |         |         |

### Ministerios
| Ministerio                                      | Fotografía | Titular                         | Período               | Período               | Partido | Partido |
| Ministerio                                      | Fotografía | Titular                         | Inicio                | Fin                   | Partido | Partido |
| ----------------------------------------------- | ---------- | ------------------------------- | --------------------- | --------------------- | ------- | ------- |
| Agricultura, Silvicultura y Gestión del Agua    |            | Ljupčo Nikolovski               | 16 de enero de 2022   | Al Próximo Gobierno   |         |         |
| Cultura                                         |            | Bisera Kostadinovska Stojčevska | 16 de enero de 2022   | Al próximo Gobierno   |         |         |
| Defensa                                         |            | Slavjanka Petrovska             | 15 de julio de 2022   | Al próximo Gobierno   |         |         |
| Diáspora                                        |            | Xhemail Çupi                    | 16 de enero de 2022   | 28 de febrero de 2023 |         | AA      |
| Economía                                        |            | Krešnik Bekteši                 | 1 de junio de 2017    | Al próximo Gobierno   |         | DUI     |
| Educación y Ciencia                             |            | Jeton Shaqiri                   | 16 de enero de 2022   | Al próximo Gobierno   |         | DUI     |
| Finanzas                                        |            | Fatmir Besimi                   | 31 de agosto de 2020  | Al próximo Gobierno   |         | DUI     |
| Gobierno Local                                  |            | Goran Milevski                  | 26 de junio de 2019   | 28 de octubre de 2022 |         | LDP     |
| Gobierno Local                                  |            | Risto Penov                     | 28 de octubre de 2022 | Al próximo Gobierno   |         | LDP     |
| Interior                                        |            | Oliver Spasovski                | 30 de agosto de 2020  | 28 de enero de 2024   |         |         |
| Justicia                                        |            | Nikola Tupancheski              | 17 de enero de 2022   | 28 de febrero de 2023 |         | Ind     |
| Justicia                                        |            | Krenar Loga                     | 28 de febrero de 2023 | Al próximo Gobierno   |         | Ind     |
| Medio Ambiente y Ordenación del Territorio      |            | Naser Nuredini                  | 26 de junio de 2019   | 27 de febrero de 2023 |         | DUI     |
| Medio Ambiente y Ordenación del Territorio      |            | Kaya Shutová                    | 27 de febrero de 2023 | Al próximo Gobierno   |         |         |
| Relaciones Exteriores                           |            | Bujar Osmani                    | 30 de agosto de 2020  | Al próximo Gobierno   |         | DUI     |
| Sistema Político y Relaciones Intercomunitarias |            | Artan Grubi                     | 30 de agosto de 2020  | Al próximo Gobierno   |         | DUI     |
| Salud                                           |            | Bekim Sali                      | 17 de enero de 2022   | 28 de febrero de 2023 |         | AA      |
| Salud                                           |            | Fatmir Mexhiti                  | 28 de febrero de 2023 | Al próximo Gobierno   |         | AA      |
| Sociedad de la Información y Administración     |            | Admirim Aliti                   | 16 de enero de 2022   | 28 de febrero de 2023 |         | AA      |
| Sociedad de la Información y Administración     |            | Azir Aliu                       | 28 de febrero de 2023 | Al próximo Gobierno   |         | AA      |
| Trabajo y Política Social                       |            | Jovana Trenchevska              | 16 de enero de 2022   | 28 de enero de 2024   |         |         |
| Transportes y Comunicaciones                    |            | Blagoj Bočvarski                | 31 de agosto de 2020  | Al próximo Gobierno   |         |         |

### Delegados de Estado
| Organismo                                                                        | Fotografía | Titular          | Período              | Período             | Partido | Partido |
| Organismo                                                                        | Fotografía | Titular          | Inicio               | Fin                 | Partido | Partido |
| -------------------------------------------------------------------------------- | ---------- | ---------------- | -------------------- | ------------------- | ------- | ------- |
| Asuntos Económicos, Coordinación Económica e Inversiones                         |            | Fatmir Bitiki    | 30 de agosto de 2020 | Al próximo Gobierno |         |         |
| Asuntos Europeos                                                                 |            | Bojan Maričiḱ    | 16 de enero de 2022  | Al próximo Gobierno |         |         |
| Lucha contra la Corrupción y el Delito, Desarrollo Sostenible y Recursos Humanos |            | Slavica Grkovska | 16 de enero de 2022  | Al próximo Gobierno |         |         |